# Енджи Севидж
Енджи Севидж (на английски: Angie Savage) е артистичен псевдоним на американската порнографска актриса и еротичен модел Кери Ан Стивънсън (Kerry Ann Stevenson), родена на 12 ноември 1981 г. в град Санта Круз, щата Калифорния, САЩ.

## Кариера
Започва кариерата си на актриса в порнографската индустрията през 2005 г., когато е на 24-годишна възраст. Снима се основно в сцени с мастурбации и лесбийски секс, но е участвала и в няколко сцени с мъже, в които прави само орален секс.
През 2008 г. печели AVN награда за най-добра секс сцена само с момичета във видео.
Снимала е фотосесии за списанията Хъслър, High Society, Club International, Rockstar, Genesis и др.

## Награди и номинации
Носителка на награди за изпълнение на сцени
- 2008: AVN награда за най-добра секс сцена само с момичета във видео (със София Санти, Сами Роудс, Алектра Блу и Лекси Тайлър) – „Бавачки“.[5][3][4]

Номинации за индивидуални награди
- 2012: Номинация за AVN награда за Crossover звезда на годината.[7]
- 2013: Номинация за AVN награда за Crossover звезда на годината.[8]

Номинации за награди за изпълнение на сцени
- 2007: AVN награда за най-добра секс сцена с двама актьори (с Девън Севидж).[3]
- 2011: AVN награда за най-добра лесбийска групова секс сцена (с Алектра Блу, София Санти и Сенди Уестгейт).[3]